# Gangur, Belur
Gangur là một làng thuộc tehsil Belur, huyện Hassan, bang Karnataka, Ấn Độ.